# Nagroda Grammy w kategorii Best Bluegrass Album
Nagrody Grammy w kategorii Best Bluegrass Album są przyznawane od 1989 roku. Pierwszym laureatem w tej kategorii został Bill Monroe za album Southern Flavor.

## Laureaci

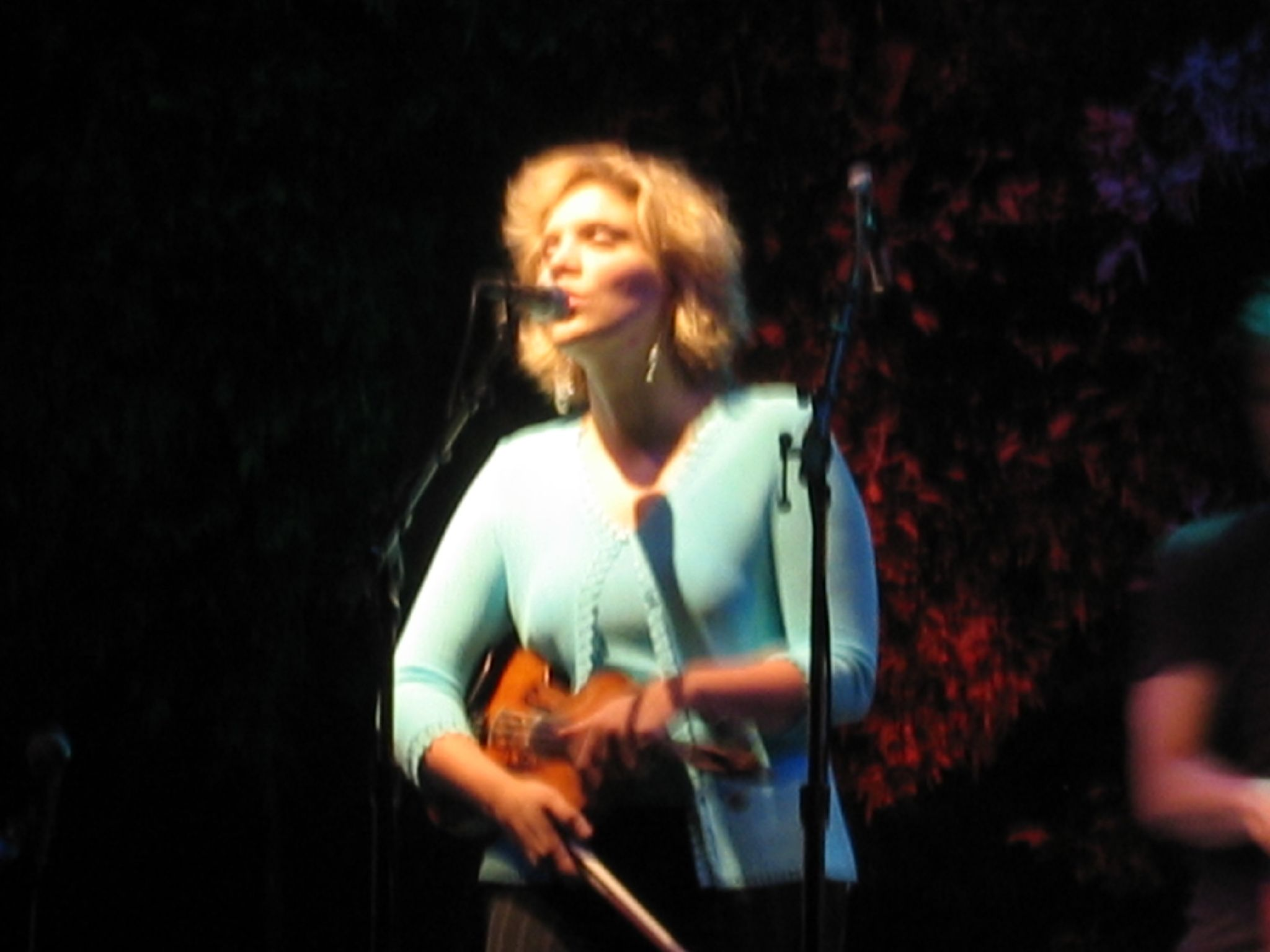
Alison Krauss - sześciokrotna laureatka nagrody

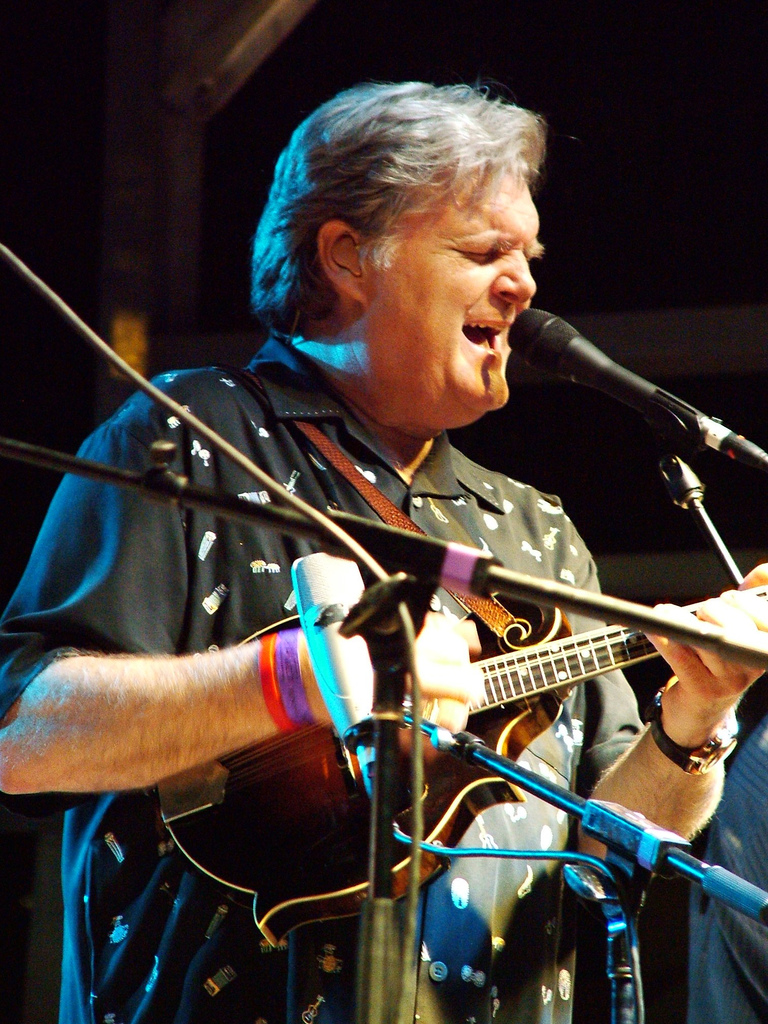
Ricky Skaggs - pięciokrotny laureat nagrody

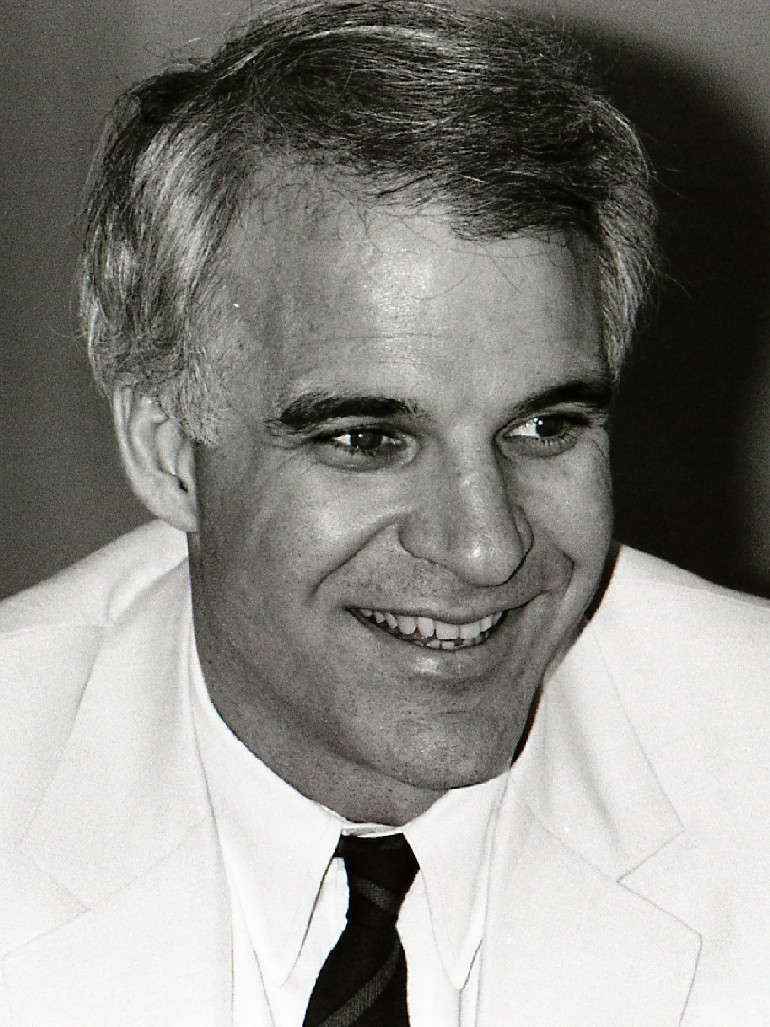
Steve Martin - laureat Nagrody Grammy z 2010 r.

| Rok  | Wykonawca                                              | Narodowość        | Album                                                       |
| ---- | ------------------------------------------------------ | ----------------- | ----------------------------------------------------------- |
| 1989 | Bill Monroe                                            | Stany Zjednoczone | Southern Flavor                                             |
| 1990 | Bruce Hornsby & Nitty Gritty Dirt Band                 | Stany Zjednoczone | The Valley Road                                             |
| 1991 | Alison Krauss                                          | Stany Zjednoczone | I've Got That Old Feeling                                   |
| 1992 | Carl Jackson & John Starling                           | Stany Zjednoczone | Spring Training                                             |
| 1993 | Alison Krauss & Union Station                          | Stany Zjednoczone | Every Time You Say Goodbye                                  |
| 1994 | Nashville Bluegrass Band                               | Stany Zjednoczone | Waitin' for the Hard Times to Go                            |
| 1995 | Wielu wykonawców                                       | -                 | The Great Dobro Sessions                                    |
| 1996 | Nashville Bluegrass Band                               | Stany Zjednoczone | Unleashed                                                   |
| 1997 | Wielu wykonawców                                       | -                 | True Life Blues: The Songs of Bill Monroe                   |
| 1998 | Alison Krauss & Union Station                          | Stany Zjednoczone | So Long So Wrong                                            |
| 1999 | Ricky Skaggs & Kentucky Thunder                        | Stany Zjednoczone | Bluegrass Rules!                                            |
| 2000 | Ricky Skaggs & Kentucky Thunder                        | Stany Zjednoczone | Ancient Tones                                               |
| 2001 | Dolly Parton                                           | Stany Zjednoczone | The Grass Is Blue                                           |
| 2002 | Alison Krauss & Union Station                          | Stany Zjednoczone | New Favorite                                                |
| 2003 | Clinch Mountain Boys, Jim Lauderdale, Ralph Stanley    | Stany Zjednoczone | Lost in the Lonesome Pines                                  |
| 2004 | Alison Krauss & Union Station                          | Stany Zjednoczone | Live                                                        |
| 2005 | Ricky Skaggs & Kentucky Thunder                        | Stany Zjednoczone | Brand New Strings                                           |
| 2006 | Del McCoury Band                                       | Stany Zjednoczone | The Company We Keep                                         |
| 2007 | Ricky Skaggs & Kentucky Thunder                        | Stany Zjednoczone | Instrumentals                                               |
| 2008 | Jim Lauderdale                                         | Stany Zjednoczone | The Bluegrass Diaries                                       |
| 2009 | Ricky Skaggs & Kentucky Thunder                        | Stany Zjednoczone | Honoring the Fathers of Bluegrass: Tribute to 1946 and 1947 |
| 2010 | Steve Martin                                           | Stany Zjednoczone | The Crow: New Songs for the 5-String Banjo                  |
| 2011 | Patty Loveless                                         | Stany Zjednoczone | Mountain Soul II                                            |
| 2012 | Alison Krauss & Union Station                          | Stany Zjednoczone | Paper Airplane                                              |
| 2013 | Steep Canyon Rangers                                   | Stany Zjednoczone | Nobody Knows You                                            |
| 2014 | Del McCoury Band                                       | Stany Zjednoczone | The Streets of Baltimore                                    |
| 2015 | The Earls of Leicester                                 | Stany Zjednoczone | The Earls of Leicester                                      |
| 2016 | The SteelDrivers                                       | Stany Zjednoczone | The Muscle Shoals Recordings                                |
| 2017 | O'Connor Band wraz z Mark O'Connor                     | Stany Zjednoczone | Coming Home                                                 |
| 2018 | Rhonda Vincent and the Rage The Infamous Stringdusters | Stany Zjednoczone | All the Rage: In Concert Volume One Laws of Gravity         |